# Primera División de México: México 1986
El Torneo México 1986 fue la edición XLV del campeonato mexicano de liga en la Primera División y uno de los dos torneos cortos en los que se dividió la temporada 1985-1986, comenzó el 11 de octubre y concluyó el 1 de marzo. Esto debido a la elección de México como sede de la Copa Mundial de Fútbol de 1986, que motivó a los directivos a organizar una exhaustiva preparación de la Selección mexicana, por lo que decidieron concentrar a los jugadores durante un año, marginándolos de la disputa del torneo de liga. Con ello, y en consecuencia, se optó por dividir la liga en dos torneos cada uno con liguilla y campeón propio.

## Sistema de competencia
Los veinte participantes fueron divididos en dos grupos de diez equipos cada uno; en ellos se disputan la fase regular bajo un sistema de liga, es decir, todos contra todos a visita recíproca, únicamente contra los rivales de su sector; con un criterio de puntuación que otorga dos unidades por victoria, una por empate y cero por derrota. 
Clasifican a la disputa de la fase final por el título, los cuatro primeros lugares de cada grupo (sin importar su ubicación en la tabla general). Los equipos clasificados son ubicados del 1 al 8 en duelos cruzados (es decir 1 vs 8, 2 vs 7, 3 vs 6 y 4 vs 5), se enfrentaban en rondas ida-vuelta o eliminación directa. 
La definición de los partidos de la fase final tomarían como criterio el marcador global al final de los dos partidos. De haber empate en este, se alargaría el juego de vuelta a la disputa de dos tiempos extras de 15 minutos cada uno, y posteriormente Tiros desde el punto penal, hasta que se produjera un ganador. 
Los criterios de desempate para definir todas las posiciones serían la Diferencia de goles entre tantos anotados y los recibidos, después se consideraría el gol average o promedio de goles y finalmente la cantidad de goles anotados.

## Equipos participantes

### Equipos por Entidad Federativa
| Monterrey Tigres Tampico Madero A. Potosino A. Morelia Leones Negros Atlas Guadalajara Tecos de la U.A.G. Club León Irapuato Necaxa Puebla Coyotes Toluca América Cruz Azul Atlante UNAM | \| Entidad Federativa \| N.º \| Equipos \| \| ------------------ \| --- \| ------------------------------------------ \| \| Distrito Federal \| 5 \| América, Atlante, Cruz Azul, Necaxa y UNAM \| \| Jalisco \| 4 \| Atlas, Guadalajara, UAG y U de G \| \| Nuevo León \| 2 \| Monterrey y UANL \| \| Estado de México \| 2 \| Toluca y Neza \| \| Guanajuato \| 2 \| León e Irapuato \| \| Puebla \| 2 \| Puebla y Ángeles de Puebla \| \| San Luis Potosí \| 1 \| Atlético Potosino \| \| Michoacán \| 1 \| Morelia \| \| Tamaulipas \| 1 \| Tampico Madero \| |                                            |
| Entidad Federativa | N.º | Equipos                                    |
| Distrito Federal | 5 | América, Atlante, Cruz Azul, Necaxa y UNAM |
| Jalisco | 4 | Atlas, Guadalajara, UAG y U de G           |
| Nuevo León | 2 | Monterrey y UANL                           |
| Estado de México | 2 | Toluca y Neza                              |
| Guanajuato | 2 | León e Irapuato                            |
| Puebla | 2 | Puebla y Ángeles de Puebla                 |
| San Luis Potosí | 1 | Atlético Potosino                          |
| Michoacán | 1 | Morelia                                    |
| Tamaulipas | 1 | Tampico Madero                             |

### Información sobre los equipos participantes
| Equipo                     | Sede                                    | Estadio                |
| -------------------------- | --------------------------------------- | ---------------------- |
| América                    | Ciudad de México                        | Azteca                 |
| Ángeles de Puebla          | Puebla, Puebla                          | Cuauhtémoc             |
| Atlante                    | Ciudad de México                        | Azulgrana              |
| Atlas                      | Guadalajara, Jalisco                    | Jalisco                |
| Atlético Morelia           | Morelia, Michoacán                      | Venustiano Carranza    |
| Atlético Potosino          | San Luis Potosí, San Luis Potosí        | Plan de San Luis       |
| Cruz Azul                  | Ciudad de México                        | Azteca                 |
| Guadalajara                | Guadalajara, Jalisco                    | Jalisco                |
| Irapuato                   | Irapuato, Guanajuato                    | Irapuato               |
| León                       | León, Guanajuato                        | León                   |
| Monterrey                  | Monterrey, Nuevo León                   | Tecnológico            |
| Necaxa                     | Ciudad de México                        | Azteca                 |
| Neza                       | Ciudad Nezahualcóyotl, Estado de México | José López Portillo    |
| Puebla                     | Puebla, Puebla                          | Cuauhtémoc             |
| Tampico Madero             | Tampico, Tamaulipas                     | Tamaulipas             |
| Tecos UAG                  | Zapopan, Jalisco                        | Tres de Marzo          |
| Tigres UANL                | Monterrey, Nuevo León                   | Universitario de N.L.  |
| Toluca                     | Toluca, México                          | Toluca 70              |
| Universidad de Guadalajara | Guadalajara, Jalisco                    | Jalisco                |
| UNAM                       | Ciudad de México                        | Olímpico Universitario |

## Clasificación final
| Pos. | Equipo            | Pts. | PJ | G  | E  | P  | GF | GC | Dif. | Clasificación                   |
| ---- | ----------------- | ---- | -- | -- | -- | -- | -- | -- | ---- | ------------------------------- |
| 1    | Monterrey (C)     | 29   | 18 | 13 | 3  | 2  | 43 | 18 | +25  | Cuartos de final de la liguilla |
| 2    | Tampico Madero    | 24   | 18 | 11 | 2  | 5  | 45 | 25 | +20  | Cuartos de final de la liguilla |
| 3    | Puebla            | 24   | 18 | 9  | 6  | 3  | 24 | 15 | +9   | Cuartos de final de la liguilla |
| 4    | América           | 21   | 18 | 5  | 11 | 2  | 21 | 14 | +7   | Cuartos de final de la liguilla |
| 5    | Cruz Azul         | 21   | 18 | 8  | 5  | 5  | 24 | 18 | +6   | Cuartos de final de la liguilla |
| 6    | Atlético Morelia  | 21   | 18 | 6  | 9  | 3  | 18 | 14 | +4   | Cuartos de final de la liguilla |
| 7    | Guadalajara       | 19   | 18 | 6  | 7  | 5  | 30 | 25 | +5   | Cuartos de final de la liguilla |
| 8    | Atlante           | 19   | 18 | 7  | 5  | 6  | 20 | 17 | +3   | Cuartos de final de la liguilla |
| 9    | Tecos UAG         | 19   | 18 | 8  | 3  | 7  | 27 | 29 | −2   |                                 |
| 10   | Coyotes Neza      | 17   | 18 | 4  | 9  | 5  | 24 | 21 | +3   |                                 |
| 11   | U de G            | 17   | 18 | 5  | 7  | 6  | 25 | 28 | −3   |                                 |
| 12   | Irapuato          | 17   | 18 | 4  | 9  | 5  | 18 | 21 | −3   |                                 |
| 13   | Atlético Potosino | 17   | 18 | 6  | 5  | 7  | 22 | 26 | −4   |                                 |
| 14   | Atlas             | 15   | 18 | 5  | 5  | 8  | 28 | 35 | −7   |                                 |
| 15   | Tigres            | 14   | 18 | 3  | 8  | 7  | 19 | 25 | −6   |                                 |
| 16   | Necaxa            | 14   | 18 | 5  | 4  | 9  | 19 | 27 | −8   |                                 |
| 17   | Toluca            | 14   | 18 | 5  | 4  | 9  | 19 | 32 | −13  |                                 |
| 18   | León              | 13   | 18 | 5  | 3  | 10 | 15 | 25 | −10  |                                 |
| 19   | UNAM              | 13   | 18 | 4  | 5  | 9  | 23 | 39 | −16  |                                 |
| 20   | Ángeles de Puebla | 12   | 18 | 4  | 4  | 10 | 14 | 24 | −10  |                                 |

 Fuente: RSSSF

### Grupos

#### Grupo 1
| Pos. | Equipo            | Pts. | PJ | G | E  | P  | GF | GC | Dif. | Clasificación                   |     | PUE | AME | AMO | ATL | NEZ | UDG | IRA | ATP | TIG | LEO |
| ---- | ----------------- | ---- | -- | - | -- | -- | -- | -- | ---- | ------------------------------- | --- | --- | --- | --- | --- | --- | --- | --- | --- | --- | --- |
| 1    | Puebla            | 24   | 18 | 9 | 6  | 3  | 24 | 15 | +9   | Cuartos de final de la liguilla |     | —   | 0–1 | 2–2 | 0–0 | 2–1 | 2–1 | 2–1 | 4–2 | 1–0 | 2–0 |
| 2    | América           | 21   | 18 | 5 | 11 | 2  | 21 | 14 | +7   | Cuartos de final de la liguilla |     | 1–1 | —   | 0–0 | 1–2 | 2–1 | 0–0 | 1–1 | 2–0 | 1–0 | 1–1 |
| 3    | Atlético Morelia  | 21   | 18 | 6 | 9  | 3  | 18 | 14 | +4   | Cuartos de final de la liguilla |     | 1–0 | 0–0 | —   | 0–0 | 1–0 | 0–0 | 1–1 | 2–1 | 4–1 | 1–0 |
| 4    | Atlante           | 19   | 18 | 7 | 5  | 6  | 20 | 17 | +3   | Cuartos de final de la liguilla |     | 1–0 | 1–1 | 1–2 | —   | 0–2 | 1–0 | 3–1 | 4–1 | 1–0 | 1–0 |
| 5    | Neza              | 17   | 18 | 4 | 9  | 5  | 24 | 21 | +3   |                                 |     | 1–1 | 1–1 | 1–1 | 1–1 | —   | 4–2 | 0–0 | 2–2 | 0–0 | 5–1 |
| 6    | U de G            | 17   | 18 | 5 | 7  | 6  | 25 | 28 | −3   |                                 | 1–2 | 2–6 | 0–0 | 0–0 | 2–2 | —   | 2–0 | 3–0 | 2–2 | 3–0 |     |
| 7    | Irapuato          | 17   | 18 | 4 | 9  | 5  | 18 | 21 | −3   |                                 | 2–2 | 0–0 | 2–1 | 2–1 | 0–1 | 2–2 | —   | 1–2 | 2–2 | 1–0 |     |
| 8    | Atlético Potosino | 17   | 18 | 6 | 5  | 7  | 22 | 26 | −4   |                                 | 0–2 | 0–0 | 2–0 | 1–0 | 2–2 | 1–2 | 0–0 | —   | 2–0 | 3–1 |     |
| 9    | Tigres            | 14   | 18 | 3 | 8  | 7  | 19 | 25 | −6   |                                 | 0–0 | 3–3 | 1–1 | 3–2 | 1–0 | 5–1 | 1–1 | 0–0 | —   | 0–0 |     |
| 10   | León              | 13   | 18 | 5 | 3  | 10 | 15 | 25 | −10  |                                 | 0–1 | 1–0 | 2–1 | 2–1 | 2–0 | 1–2 | 0–0 | 1–3 | 3–0 | —   |     |

 Fuente: RSSSF

#### Grupo 2
| Pos. | Equipo            | Pts. | PJ | G  | E | P  | GF | GC | Dif. | Clasificación                   |     | MON | TMA | CAZ | GDL | UAG | ATS | NEC | TOL | UNAM | ANG |
| ---- | ----------------- | ---- | -- | -- | - | -- | -- | -- | ---- | ------------------------------- | --- | --- | --- | --- | --- | --- | --- | --- | --- | ---- | --- |
| 1    | Monterrey (C)     | 29   | 18 | 13 | 3 | 2  | 43 | 18 | +25  | Cuartos de final de la liguilla |     | —   | 2–1 | 2–0 | 0–0 | 4–1 | 5–3 | 3–1 | 2–0 | 4–1  | 3–1 |
| 2    | Tampico Madero    | 24   | 18 | 11 | 2 | 5  | 45 | 25 | +20  | Cuartos de final de la liguilla |     | 2–1 | —   | 1–2 | 4–2 | 2–0 | 4–2 | 2–2 | 6–0 | 6–0  | 3–1 |
| 3    | Cruz Azul         | 21   | 18 | 8  | 5 | 5  | 24 | 18 | +6   | Cuartos de final de la liguilla |     | 3–0 | 1–1 | —   | 2–1 | 0–1 | 1–1 | 2–1 | 2–3 | 1–2  | 1–1 |
| 4    | Guadalajara       | 19   | 18 | 6  | 7 | 5  | 30 | 25 | +5   | Cuartos de final de la liguilla |     | 2–2 | 1–2 | 0–2 | —   | 2–0 | 2–2 | 2–0 | 1–1 | 2–2  | 2–0 |
| 5    | Tecos UAG         | 19   | 18 | 8  | 3 | 7  | 27 | 29 | −2   |                                 |     | 0–3 | 4–3 | 0–0 |     | —   | 5–0 | 3–2 | 2–0 | 4–3  | 1–0 |
| 6    | Atlas             | 15   | 18 | 5  | 5 | 8  | 28 | 35 | −7   |                                 | 1–1 | 0–2 | 1–2 | 2–1 | 2–2 | —   | 2–1 | 3–1 | 3–2 | 1–1  |     |
| 7    | Necaxa            | 14   | 18 | 5  | 4 | 9  | 19 | 27 | −8   |                                 | 0–4 | 0–1 | 1–1 | 2–2 | 2–1 | 2–1 | —   | 0–1 | 1–2 | 1–0  |     |
| 8    | Toluca            | 14   | 18 | 5  | 4 | 9  | 19 | 32 | −13  |                                 | 1–4 | 4–2 | 1–2 | 1–1 | 3–0 | 0–3 | 0–1 | —   | 1–0 | 0–1  |     |
| 9    | UNAM              | 13   | 18 | 4  | 5 | 9  | 23 | 32 | −9   |                                 | 1–2 | 2–1 | 0–2 | 1–3 | 1–1 | 2–1 | 0–0 | 2–2 | —   | 1–1  |     |
| 10   | Ángeles de Puebla | 12   | 18 | 4  | 4 | 10 | 14 | 24 | −10  |                                 | 0–1 | 1–2 | 1–0 | 1–4 | 0–1 | 1–0 | 0–2 | 0–0 | 4–1 | —    |     |

 Fuente: RSSSF

## Máximos goleadores
| Nombre                | Club           | Goles |
| --------------------- | -------------- | ----- |
| Francisco Javier Cruz | Monterrey      | 14    |
| Sergio Lira           | Tampico-Madero | 14    |
| Mario de Souza Mota   | Monterrey      | 10    |
| José Casellas         | Atlante        | 8     |
| Reynaldo Güeldini     | Monterrey      | 8     |
| José Luis Leyva       | Deportivo Neza | 8     |
| Omar Arellano         | Guadalajara    | 7     |
| Néstor de la Torre    | Guadalajara    | 7     |
| Benjamín Galindo      | Tampico-Madero | 7     |
| Hugo Kiese            | UAG            | 7     |

## Liguilla
|  | Cuartos de final                                                     | Cuartos de final                                                     | Cuartos de final                                                     | Cuartos de final                                                     | Cuartos de final                                                     |   |   | Semifinales                                                          | Semifinales                                                          | Semifinales                                                          | Semifinales                                                          | Semifinales                                                          |  |   | Final                                                   | Final                                                   | Final                                                   | Final                                                   | Final                                                   |  |
|  | 11 y 12 de febrero de 1986 (ida) 15 y 16 de febrero de 1986 (vuelta) | 11 y 12 de febrero de 1986 (ida) 15 y 16 de febrero de 1986 (vuelta) | 11 y 12 de febrero de 1986 (ida) 15 y 16 de febrero de 1986 (vuelta) | 11 y 12 de febrero de 1986 (ida) 15 y 16 de febrero de 1986 (vuelta) | 11 y 12 de febrero de 1986 (ida) 15 y 16 de febrero de 1986 (vuelta) |   |   | 19 y 20 de febrero de 1986 (ida) 22 y 23 de febrero de 1986 (vuelta) | 19 y 20 de febrero de 1986 (ida) 22 y 23 de febrero de 1986 (vuelta) | 19 y 20 de febrero de 1986 (ida) 22 y 23 de febrero de 1986 (vuelta) | 19 y 20 de febrero de 1986 (ida) 22 y 23 de febrero de 1986 (vuelta) | 19 y 20 de febrero de 1986 (ida) 22 y 23 de febrero de 1986 (vuelta) |  |   | 26 de febrero de 1986 (ida) 1 de marzo de 1986 (vuelta) | 26 de febrero de 1986 (ida) 1 de marzo de 1986 (vuelta) | 26 de febrero de 1986 (ida) 1 de marzo de 1986 (vuelta) | 26 de febrero de 1986 (ida) 1 de marzo de 1986 (vuelta) | 26 de febrero de 1986 (ida) 1 de marzo de 1986 (vuelta) |  |
|  |                                                                      |                                                                      |                                                                      |                                                                      |                                                                      |   |   |                                                                      |                                                                      |                                                                      |                                                                      |                                                                      |  |   |                                                         |                                                         |                                                         |                                                         |                                                         |  |
|  |                                                                      |                                                                      |                                                                      |                                                                      |                                                                      |   |   |                                                                      |                                                                      |                                                                      |                                                                      |                                                                      |  |   |                                                         |                                                         |                                                         |                                                         |                                                         |  |
|  | 1                                                                    | Monterrey                                                            | 0                                                                    | 6                                                                    | 6                                                                    |   |   |                                                                      |                                                                      |                                                                      |                                                                      |                                                                      |  |   |                                                         |                                                         |                                                         |                                                         |                                                         |  |
|  | 1                                                                    | Monterrey                                                            | 0                                                                    | 6                                                                    | 6                                                                    |   |   |                                                                      |                                                                      |                                                                      |                                                                      |                                                                      |  |   |                                                         |                                                         |                                                         |                                                         |                                                         |  |
|  | 8                                                                    | Atlante                                                              | 0                                                                    | 0                                                                    | 0                                                                    |   |   |                                                                      |                                                                      |                                                                      |                                                                      |                                                                      |  |   |                                                         |                                                         |                                                         |                                                         |                                                         |  |
|  | 8                                                                    | Atlante                                                              | 0                                                                    | 0                                                                    | 0                                                                    |   | 1 | Monterrey                                                            | 1                                                                    | 1                                                                    | 2                                                                    |                                                                      |  |   |                                                         |                                                         |                                                         |                                                         |                                                         |  |
|  |                                                                      |                                                                      |                                                                      |                                                                      |                                                                      |   | 1 | Monterrey                                                            | 1                                                                    | 1                                                                    | 2                                                                    |                                                                      |  |   |                                                         |                                                         |                                                         |                                                         |                                                         |  |
|  |                                                                      |                                                                      | 7                                                                    | Guadalajara                                                          | 0                                                                    | 0 | 0 |                                                                      |                                                                      |                                                                      |                                                                      |                                                                      |  |   |                                                         |                                                         |                                                         |                                                         |                                                         |  |
|  | 2                                                                    | Puebla                                                               | 7                                                                    | Guadalajara                                                          | 0                                                                    | 0 | 0 | 2                                                                    | 1                                                                    | 3                                                                    |                                                                      |                                                                      |  |   |                                                         |                                                         |                                                         |                                                         |                                                         |  |
|  | 2                                                                    | Puebla                                                               |                                                                      |                                                                      |                                                                      |   |   |                                                                      |                                                                      | 3                                                                    |                                                                      |                                                                      |  |   |                                                         |                                                         |                                                         |                                                         |                                                         |  |
|  | 7                                                                    | Guadalajara                                                          | 3                                                                    | 1                                                                    | 4                                                                    |   |   |                                                                      |                                                                      |                                                                      |                                                                      |                                                                      |  |   |                                                         |                                                         |                                                         |                                                         |                                                         |  |
|  | 7                                                                    | Guadalajara                                                          | 3                                                                    | 1                                                                    | 4                                                                    |   |   |                                                                      |                                                                      |                                                                      |                                                                      |                                                                      |  | 1 | Monterrey (t. s.)                                       | 1                                                       | 2                                                       | 3                                                       |                                                         |  |
|  |                                                                      |                                                                      |                                                                      |                                                                      |                                                                      |   |   |                                                                      |                                                                      |                                                                      |                                                                      |                                                                      |  | 1 | Monterrey (t. s.)                                       | 1                                                       | 2                                                       | 3                                                       |                                                         |  |
|  |                                                                      |                                                                      | 3                                                                    | Tampico Madero                                                       | 2                                                                    | 0 | 2 |                                                                      |                                                                      |                                                                      |                                                                      |                                                                      |  |   |                                                         |                                                         |                                                         |                                                         |                                                         |  |
|  | 3                                                                    | Tampico Madero                                                       | 3                                                                    | Tampico Madero                                                       | 2                                                                    | 0 | 2 | 2                                                                    | 2                                                                    | 4                                                                    |                                                                      |                                                                      |  |   |                                                         |                                                         |                                                         |                                                         |                                                         |  |
|  | 3                                                                    | Tampico Madero                                                       |                                                                      |                                                                      |                                                                      |   |   |                                                                      |                                                                      | 4                                                                    |                                                                      |                                                                      |  |   |                                                         |                                                         |                                                         |                                                         |                                                         |  |
|  | 6                                                                    | Atlético Morelia                                                     | 2                                                                    | 0                                                                    | 2                                                                    |   |   |                                                                      |                                                                      |                                                                      |                                                                      |                                                                      |  |   |                                                         |                                                         |                                                         |                                                         |                                                         |  |
|  | 6                                                                    | Atlético Morelia                                                     | 2                                                                    | 0                                                                    | 2                                                                    |   | 3 | Tampico Madero                                                       | 2                                                                    | 4                                                                    | 6                                                                    |                                                                      |  |   |                                                         |                                                         |                                                         |                                                         |                                                         |  |
|  |                                                                      |                                                                      |                                                                      |                                                                      |                                                                      |   | 3 | Tampico Madero                                                       | 2                                                                    | 4                                                                    | 6                                                                    |                                                                      |  |   |                                                         |                                                         |                                                         |                                                         |                                                         |  |
|  |                                                                      |                                                                      | 4                                                                    | América                                                              | 3                                                                    | 0 | 3 |                                                                      |                                                                      |                                                                      |                                                                      |                                                                      |  |   |                                                         |                                                         |                                                         |                                                         |                                                         |  |
|  | 4                                                                    | América                                                              | 4                                                                    | América                                                              | 3                                                                    | 0 | 3 | 1                                                                    | 1                                                                    | 2                                                                    |                                                                      |                                                                      |  |   |                                                         |                                                         |                                                         |                                                         |                                                         |  |
|  | 4                                                                    | América                                                              |                                                                      |                                                                      |                                                                      |   |   |                                                                      |                                                                      | 2                                                                    |                                                                      |                                                                      |  |   |                                                         |                                                         |                                                         |                                                         |                                                         |  |
|  | 5                                                                    | Cruz Azul                                                            | 0                                                                    | 0                                                                    | 0                                                                    |   |   |                                                                      |                                                                      |                                                                      |                                                                      |                                                                      |  |   |                                                         |                                                         |                                                         |                                                         |                                                         |  |
|  | 5                                                                    | Cruz Azul                                                            | 0                                                                    | 0                                                                    | 0                                                                    |   |   |                                                                      |                                                                      |                                                                      |                                                                      |                                                                      |  |   |                                                         |                                                         |                                                         |                                                         |                                                         |  |
|  |                                                                      |                                                                      |                                                                      |                                                                      |                                                                      |   |   |                                                                      |                                                                      |                                                                      |                                                                      |                                                                      |  |   |                                                         |                                                         |                                                         |                                                         |                                                         |  |

| Campeón MÉXICO 86 |
| ----------------- |
| Monterrey         |
|                   |
| 1.er título.      |